# Makeni
Makeni je najveći grad i gospodarsko središte sjevernog dijela Sijera Leonea (Sjeverna Pokrajina). Makeni je ujedno glavni grad i upravno središte Županije Bombali. Prema broju stanovnika Makeni je četvrti grad po veličini u Sijera Leoneu (veći broj stanovnika imaju Freetown, Bo i Kenema). Prema popisu stanovnika Makeni je imao 80 840 stanovnika 2004., dok se 2012. procjenjuje da ima 109 125 stanovnika. 
Stanovništo Makenija je etnički dosta raznoliko, a najveću etničku skupinu sačinjavaju Temne. Najviše se upotrebljava Krio jezik, ali se koristi i Temne jezik.
U gradu se nalazi i Sveučilište Makeni, najveće privatno sveučiliste u Sijera Leoneu. Poznata je i Srednja škola St. Francis (Sveti Franjo) kao jedna od najboljih srednjih škola u Sijera Leoneu, kao i Nastavno učilište Makeni. 
Makeni je poznat i kao grad u kojem se rodio i odrastao trenutni predsjednik Sijera Leonea Ernest Bai Koroma (zadnji izbori za predsjednika održani su 17. studenog 2012.). 
Nogomet je najpopularniji sport u gradu, a najpoznatiji je Nogometni klub Wusum Stars, koji se natječe u Prvoj ligi Sijera Leonea. 
Sijera Leone je krajnje siromašna zemlja s velikom nejednakošću u raspodjeli nacionalnog bogatstva. Posjeduje značajna mineralna bogatstva i poljoprivredne resurse, ali nedostatak gospodarske i društvene infrastrukture koči razvoj. Dvije trećine stanovništva bavi se nekomercijalnom poljoprivredom. U zadnje vrijeme ulazu se veliki napori za otvaranje novih radnih mjesta, pa je u blizini grada osim rudnika željezne rude i rutila, u gradnji postrojenje za proizvodnju bioetanola (šećerna trska) i bioelektrana (kogeneracijsko postrojenje) koja koristi ostatak šećerne trske (bagasa) za dobivanje električne energije.

## Slike
- Jedna od ulica u Makeniju.
- Tržnica u Makeniju.
- Tržnica u Makeniju.
- Djeca iz Makenija.
- Jedna od ulica u Makeniju.
- Jedna od ulica u Makeniju.